# Dehrn
Dehrn ist ein Stadtteil von Runkel, gelegen am rechten Ufer der Lahn im mittelhessischen Landkreis Limburg-Weilburg. Dehrn hat rund 2200 Einwohner und ist damit größter Runkeler Stadtteil.

## Geographie und Geologie

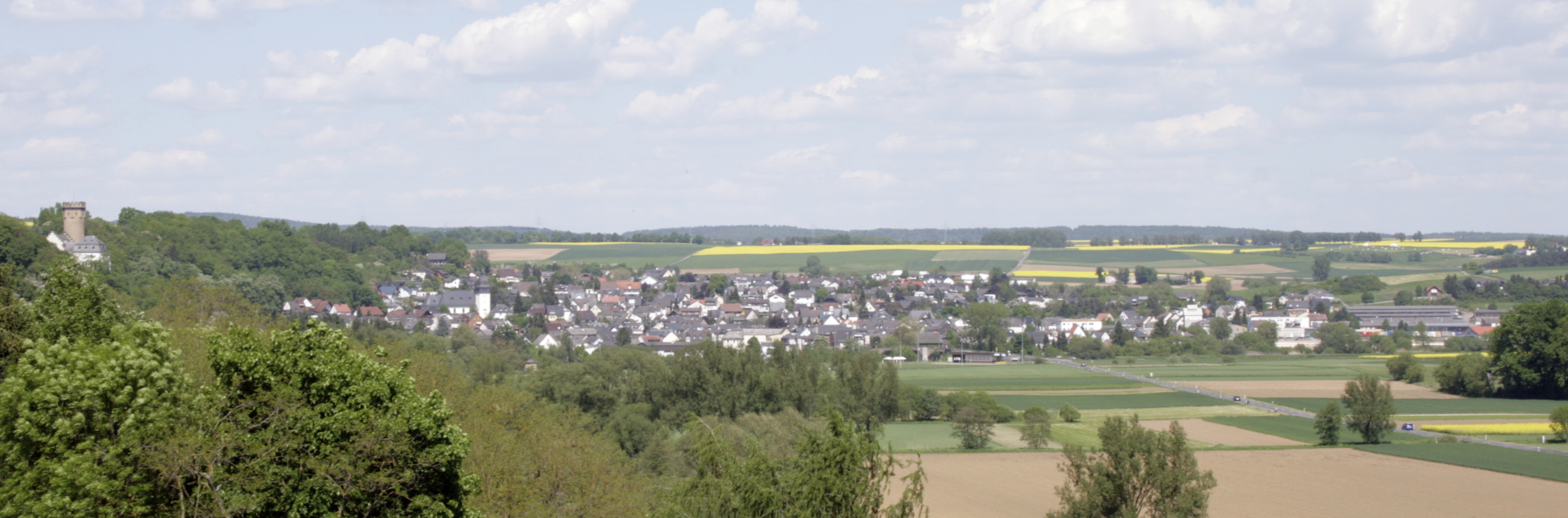
Dehrn vom Kirchenfelsen in Dietkirchen (Süden) aus gesehen. Gut zu erkennen ist das stufenförmige Gelände mit einer höher gelegenen Ebene rechts der Lahn (im Bild hinten), einer niedrigeren links des Flusses (vorne) und dem Ort auf dem Hang dazwischen. Links die Burg mit dem umgebenden kleinen Waldstück.

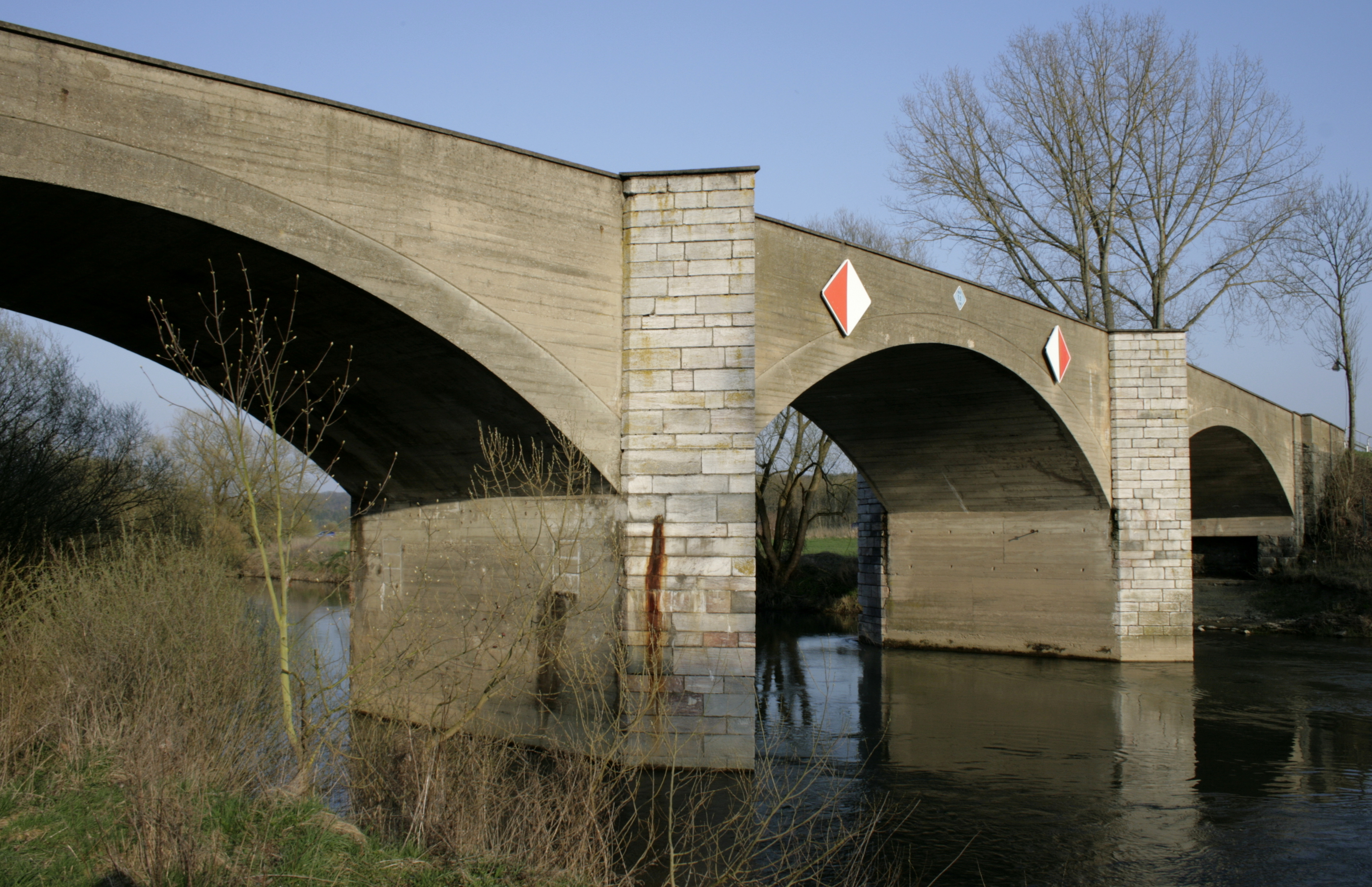
Lahnbrücke am Ortsrand

Dehrn liegt im Lahntal im Limburger Becken auf einer Höhe von 112 bis 210 m ü. NHN. Das Gelände ist vom an dieser Stelle deutlich abfallenden rechten Lahntal geprägt, während das linkslahnische Gelände vergleichsweise eben bis an den Fluss reicht. Auf diesem rechtslahnischen Hang und in dem ebenfalls deutlich eingeschnittenen und nach Norden verlaufenden Tal des Rolsbachs befinden sich die Häuser des Ortes. Die übrigen Gemarkungsteile sind recht eben, entweder auf geringem Höhenniveau im Süden, links der Lahn oder nach der Uferstufe im Norden, 40 bis 60 Meter höher. Der niedrigste Punkt liegt dort, wo die Lahn den Südrand der Gemarkung verlässt, bei rund 112 Metern, an der Gemarkungsgrenze nach Obertiefenbach in der Flur „Cassel“ werden 210 Meter über NN erreicht. Die durchschnittliche Jahrestemperatur beträgt 8,5 °C. An Jahresniederschlag werden 550 l/m² gemessen.
Die geologische Prägung wird bestimmt durch Ablagerungen von Lösslehm. Dadurch wird der eigentlich landschaftsprägende Bau des paläozoischen Abschnitts des Tertiärs verdeckt. Zu sehen ist das in dem Massenkalkzug, der sich als Schlossberg, Kirschen- und Fichtenberg durch den Westteil der Gemarkung zieht. Daneben sind kleinere Vorkommen von Grauwackeschiefer, mitteldevonischem Schiefer und Schalstein zu vermerken. Im Norden der Gemarkung und im Bereich des sogenannten „Niederholz“ sind Quarzkiese vorzufinden. Südlich der Lahn sind eiszeitliche Ablagerungen als Terrassenkies, -schotter und -sande zu finden. Die besten Böden der Gemarkung sind degradierte Steppenböden in Form von Parabraunerden.
Das für Dehrn prägende Gewässer ist die Lahn. Der Ort selbst liegt rechtslahnisch an der nordwestlichen Krümmung einer großen, nach Norden ausbauchenden Lahnschleife, an deren nordöstlicher Krümmung der Nachbarort Steeden liegt. Im Dehrner Hafen liegen Sportboote des Bootsclubs Limburg. Früher wurden dort Kalkstein, Eisenerz, Tonerden und Kohle verladen. Ein weiteres Gewässer ist der Rolsbach. Der Rolsbach entspringt an der Gemarkungsgrenze nach Ahlbach im Norden. Auf der Südseite der Lahn liegen ehemalige Kies- und Tongruben, die dem wilden Bewuchs freigegeben sind.
Die Dehrner Gemarkung ist grob halbmondförmig, in Nord-Süd-Richtung gestreckt und nach Westen ausgewölbt. Sie grenzt im Norden über eine kleine Strecke an Obertiefenbach und im Nordosten an Niedertiefenbach, beides Ortsteile von Beselich, im Osten an Steeden und im Südosten an Ennerich, die ebenfalls zur Stadt Runkel gehören. Von Südwest nach Nordwest schließen sich die Limburger Stadtteile Eschhofen, Dietkirchen, Offheim und Ahlbach an.

### Vegetation
Eingestreut in die landwirtschaftlichen Nutzflächen sind eine große Streuobstwiese in „den Borngräben“ und eine auf „dem Cassel“. Der Wald verteilt sich auf einen dünnen, in Nord-Süd-Richtung verlaufenden Streifen am westlichen Ortsrand, der sich nach Süden hin deutlich verbreitert, und in einen Anteil an einem größeren Waldgebiet im Südosten, auf der vom Ort aus gesehen gegenüberliegenden Lahnseite. Das Waldstück am westlichen Ortsrand wird als „Niederholz“ bezeichnet. Dieses Wäldchen ist der Rest des ehemals großen Dehrner Waldes, der sich von Ahlbach über den Bergrücken „Auf dem Cassel“ hinzog.

### Landnutzung und Schutzgebiete
Die Gesamtgröße der Gemarkung beträgt 528 Hektar, davon werden 288 Hektar als Ackerland genutzt, es gibt 83 Hektar Grünland, 104 Hektar Wald und 84 Hektar nimmt der Ort selbst ein. Dehrn liegt im Bereich des Landschaftsschutzgebiets Taunus. Auch sind Waldbereiche, die ehemaligen Kiesgruben, „Wahls Tümpel“, die ehemalige Tongrube und ehemalige Lagerstätte für Hausmüll „Lüngen“ Naturschutzgebiet. Der Bereich Westerwaldseite ist Schutzgebietszone zwei der Wasserwerke in Steeden und in Obertiefenbach.

## Geschichte

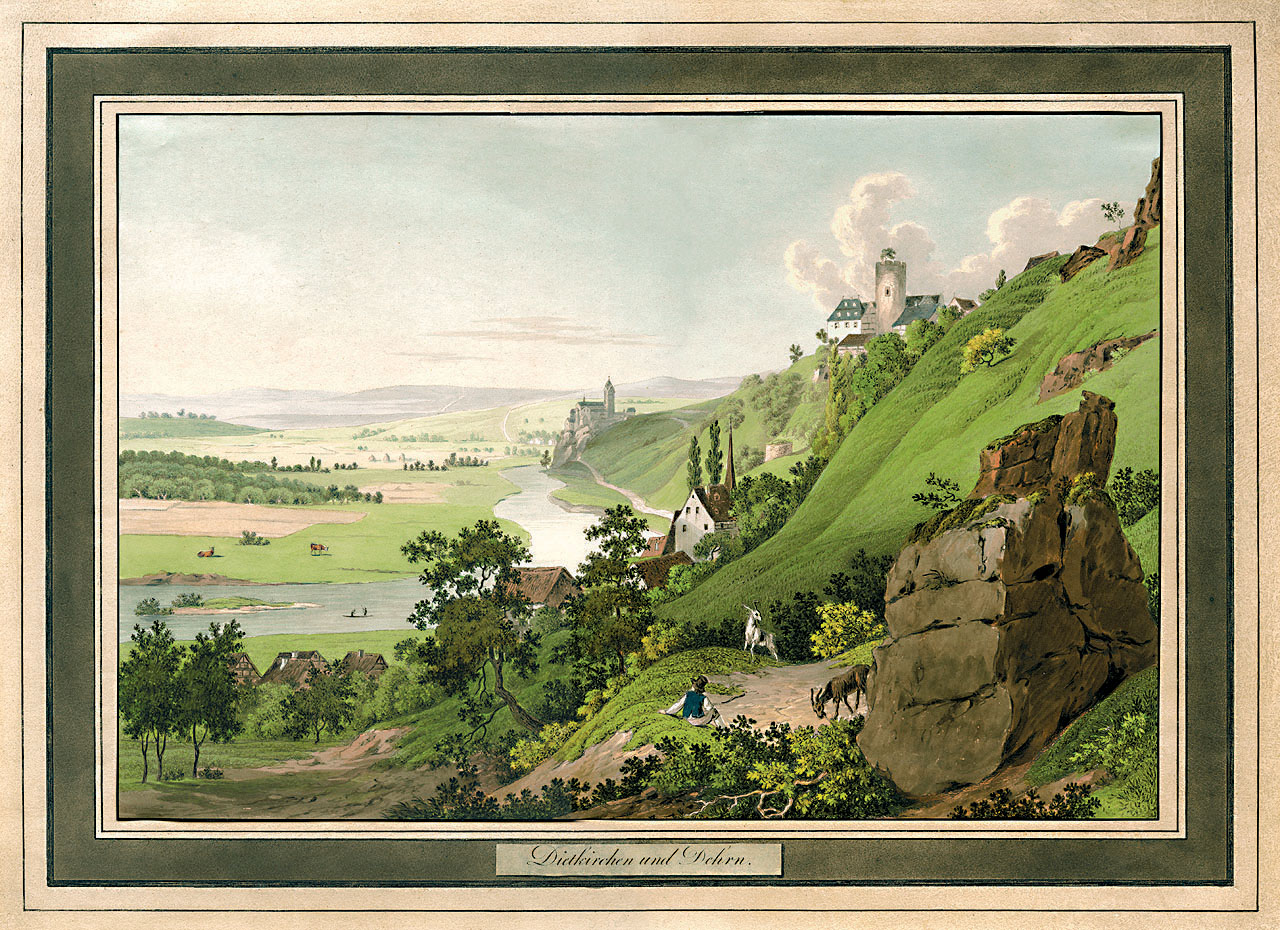
Friedrich Christian Reinermann: Blick über Dehrn nach Dietkirchen, um 1815

### Frühgeschichte
Schon seit der Jungsteinzeit, schätzungsweise 5000 v. Chr., leben Menschen an der günstigen Lahnfurt. Darauf lassen Funde von Knochen, Tonscherben und Steinbeilen beim Bau der Kirche St. Nikolaus im Jahr 1923 schließen. Auch fränkische Gräber aus dem 7. Jahrhundert nach Christus sind bei Erdarbeiten in Dehrn gefunden worden.

### Historische Ortsnamen
Der Ursprung des Ortsnamens Dehrn kann auf keltische Wurzeln zurückgeführt werden. Das Wort Dunum, keltisch für befestigte Anhöhe, fester Ort, Festung, Sicherung der Furt, ist im Laufe der Zeit zu Durn, Dern, Dehrn abgeschliffen worden. Das „h“ in der Bezeichnung „Dehrn“ entstand erst im Zuge einer Rechtschreibreform in der Mitte des 19. Jahrhunderts.
In erhaltenen Urkunden wurde Dehrn unter den folgenden Ortsnamen erwähnt (in Klammern das Jahr der Erwähnung):
- Derne, de (1190) [Losse, Burgen und Schlösser an der Lahn, S. 80]
- Dorn (1616) [Kupferstichkarte von Nassau]

### Örtlicher Adel

#### Frey von Dern

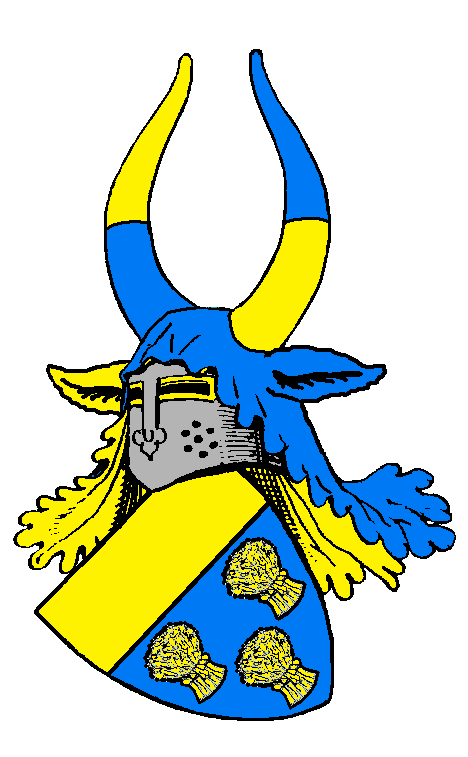
Wappen der Frey von Dern

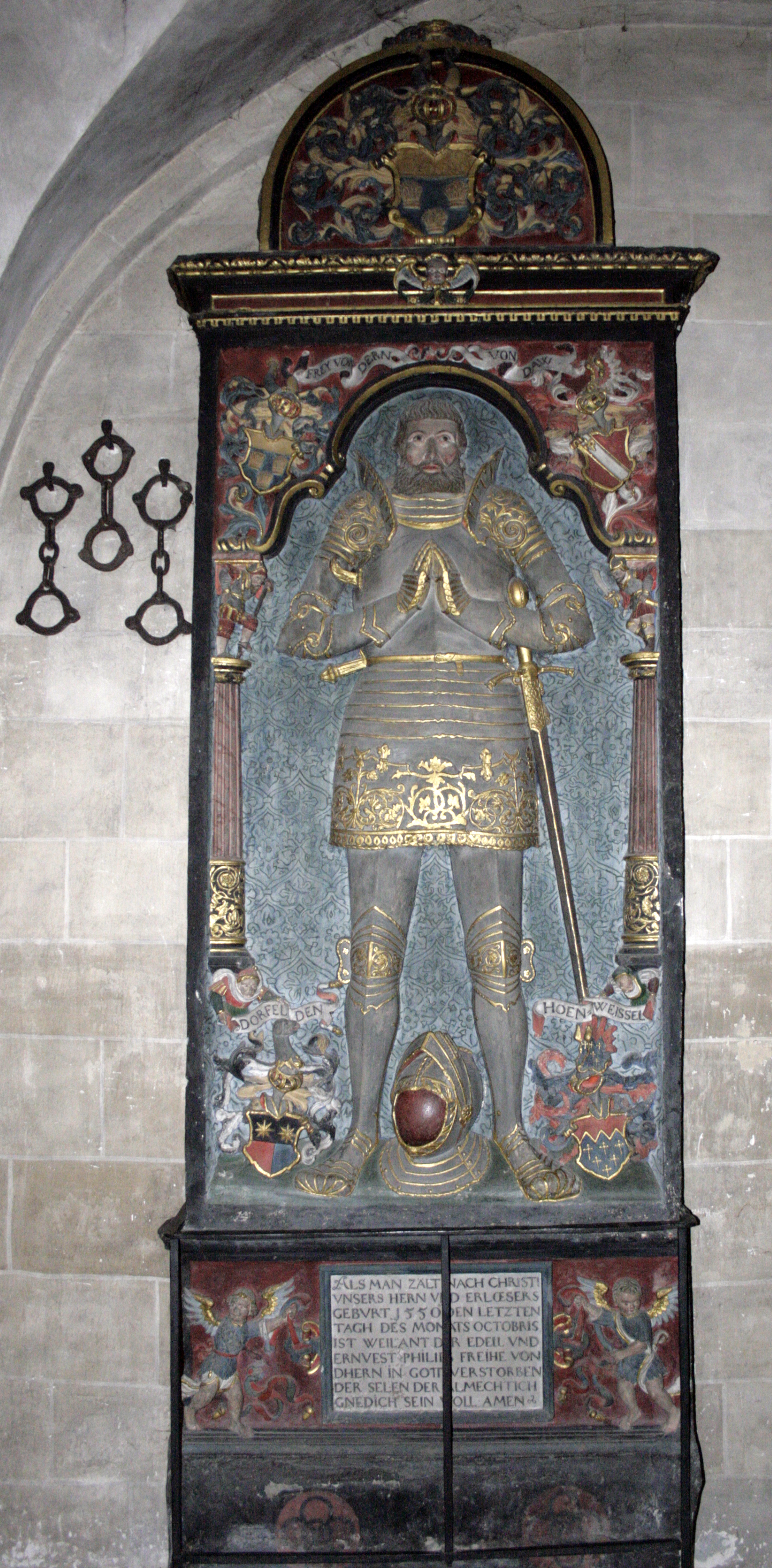
Epitaph des Philipp Frei von Dehrn im Lubentiusstift in Dietkirchen

Die heute noch bekannteste Adelsfamilie des Orts waren die Frey (Frei) von Dern. Der Namensbestandteil „Frei“ deutet darauf hin, dass es sich bei ihnen um eine der edelfreien Familien handelte. Nach Friedrich Frei von Dehrn, der dadurch bekannt ist, dass er 1367 auf der Burg Dehrn den Bruder und Erben des Grafen Gerhard von Diez erstach, sank die Familie in die Ritterschaft herab, weil Friedrich eine Niederadlige geheiratet hatte. 1409 brachte das Haus erstmals die zuvor gräflich Diezer Burg Dehrn in seinen Besitz.
Historisch fassbar ist erstmals für 1190 ein Heinrich Frio. Verwandtschaftliche Beziehungen in die Gegend von Frankenberg (Eder) und in die Wetterau sind nachgewiesen. Vertreter der Familie treten nur selten in fremden Verwaltungs- und Kriegsdiensten auf. Offenbar genügte der beträchtliche, um Dehrn herum konzentrierte Besitz weitgehend zum wirtschaftlichen Fortbestehen der Familie. Allerdings erreichte sie kaum überörtliche politische Bedeutung. Bei Streubesitz, der sich zum Teil bis in den Rheingau erstreckte, handelte es sich vermutlich nicht um planmäßig, sondern „zufällig“ durch Erbschaften erworbene Güter. Verwandtschaftliche Verknüpfungen sind unter anderem zu den Häusern Reifenberg, Cronberg, Eltz und Schönborn nachweisbar.
Eng verbunden waren die Frei mit dem Lubentiusstift in benachbarten Dietkirchen, dessen Vögte sie zeitweise waren. Aus dem Besitz sind heute die Burg Dehrn, das Burgmannenhaus an ihrem Fuß, Burg Crass im Rheingau und die Burg Hartenfels (Ruine) im Westerwald erhalten.
Im Mannesstamm starb die Familie 1737 in Eltville mit Franz Alexander Kasimir, fuldischer Hof- und Regierungsrat, aus. Als letztes Mitglied der Familie starb 1794 dessen Tochter Johanna Amalia Christina, Gemahlin des kurmainzischen Hof- und Regierungsrats Adolf Wilhelm Franz Freiherr von Greiffenclau zu Vollrads.
Das Wappen der Frey von Dern zeigte in Blau unter goldenem Schildhaupt drei (2:1) goldene oder auch silberne Garben.

#### Weitere Adelsfamilien
Das ebenfalls edelfreie Geschlecht von Dehrn mit dem Schrägbalken entstammt dem Haus Kempenich. Deren in Dorndorf ansässiger Zweig hatte spätestens zu Beginn des 13. Jahrhunderts Besitz in Dehrn. Spätestens im Jahr 1226 nannten sich Teile der von Dorndorf auch von Dehrn. Wohl am Ende des 13. Jahrhunderts sank auch diese Familie in den Ritterstand herab und nannte sich Ritz von Dehrn. Wichtiger Vertreter der Familie war Godefried Ritz von Dehrn, von 1330 bis zu seinem Tod am 24. Februar 1345 Abt von Kloster Jakobsberg bei Mainz. Das letzte Mitglied der Familie starb nach 1414. Besitzschwerpunkte lagen neben Dehrn in Dauborn, Dorndorf und Obertiefenbach.
Die von Dehrn mit der Rose treten nur in den Jahren 1278 bis 1332 in Erscheinung und wahren mit den Ritz von Dehrn verschwägert.
Die von Dehrn genannt Erlenbach treten unter verschiedenen Namen auf, darunter von Altendiez, von Diez und von Tiefenbach. Ihr Wappen zeigte in gespaltenem Schild zwei untereinandergestellte Ringe. Die Familie wird 1285 erstmals mit Peter von Altendiez erwähnt. Im Jahr 1311 wird erstmals der Name „von Dehrn“ geführt. Letztmals wird 1596 ein Mitglied der Familie genannt. Besonders häufig hatten Mitglieder der Familie als Keller für die verschiedenen Vögte von Villmar auf. Besitzschwerpunkte waren neben Dehrn auch Diez, Altendiez, Freiendiez, Limburg, Obertiefenbach und Villmar.

### Ortsgeschichte
Die älteste bekannte schriftliche Erwähnung von Dehrn erfolgte unter dem Namen Dérné im Jahr 1197 in einem Pfandvertrag.
In diesem Pfandvertrag unterzeichnete ein „Frei von Dern“ als Zeuge. Ebenfalls um das Jahr 1190 müssen ein nur noch in Resten erhaltener Turm und der heutige rechte Gebäudeteil des Burgmannenhauses gebaut worden sein, das sich unterhalb der Burg Dehrn befindet. Die Frei waren vermutlich auch die Erbauer der Burg, deren Baudatum sich nicht genau bestimmen lässt. Allerdings waren die Frei lediglich von den Grafen von Diez, denen auch der gesamte Ort gehörte, mit der Burg belehnt. Sie ging erst nach 1492 in das Eigengut der Frei von Dehrn über.
Dehrn war Sitz der „Dehrner Zentgerichts“. Diese Zent war wegen ihres Umfangs und ihres Alters eines der bedeutendsten der Grafschaft und hatte bis ins 18. Jahrhundert Bestand, allerdings vom 14. bis zum 16. Jahrhundert mit Sitz in Niederhadamar. Ein Schultheiß ist für Dehrn erstmals 1259 verbürgt, 1336 erstmals ein Heimberger, der Vorsteher eines Kirchspielgerichts. Der Zehnt wurde in der Zehntenscheune eingesammelt, die heute zu Hintergasse 1 gehört und in den letzten Jahren als Bauernscheune genutzt wurde. Die Scheune ist seit Jahrzehnten im Besitz der Familie Caspari.
Nach mehrfacher Verpfändung ging Dehrn im Jahr 1387 mit dem Aussterben des Diezer Grafenhauses an das aufsteigende Haus Nassau über. Mit der für das Haus Nassau charakteristischen Aufspaltung in zahlreiche Seitenlinien erhielten zu Beginn des 15. Jahrhunderts die Grafen von Katzenelnbogen und das Haus Eppstein durch Heirat sowie Erbfall Anteile an der Herrschaft über Dehrn, zum Ende des Jahrhunderts auch die Landgrafen von Hessen. Zudem war Kurtrier Lehnsherr des Hauses Nassau und erhob ebenfalls Ansprüche auf Dehrn. 1607 gehörte der Ort wieder vollständig zur Grafschaft Nassau-Hadamar, die 1650 zum Fürstentum erhoben wurde. Trotz der Reformation der übrigen Orte des Dehrner Cents blieb Dehrn selbst katholisch. Nach dem Tod des letzten Hadamarer Fürsten 1711 wechselte die Herrschaft über Dehrn mehrfach zwischen verschiedenen Linien des Hauses Nassau, war aber meist dem Amt Hadamar zugeordnet.
Im Jahr 1737 starben die Frei von Dehrn im Mannesstamm aus. Die Burg fiel an die Familie Greiffenclau, die sie zum Schloss umbaute und zu Beginn des 19. Jahrhunderts verkaufte. Seitdem hat der Besitz mehrfach gewechselt.
Nach der Zugehörigkeit zum Großherzogtum Berg in napoleonischer Zeit, ging Dehrn 1805 in den Besitz des neu gegründeten Herzogtums Nassau über, das den Ort dem Amt Limburg anschloss. 1828 wurde ein Schulgebäude errichtet, das 1971 abgerissen wurde. Für 1840 ist erstmals der Abbau von Roteisenstein nachgewiesen, für 1860 Bergbau nach Braunstein und später nach Phosphorit. 1866 wurde Dehrn wie ganz Nassau preußisch. 1871 wurde das Rathaus errichtet, das heute als Wohn- und Geschäftsgebäude dient. Aus der 1896 gegründeten Niederlassung der Armen Dienstmägde Jesu Christi ging zwei Jahre später das „Hubertusstift“ hervor. Das Schwesternhaus wurde im Jahr 1965 aufgelöst und zwei Jahre später in ein weltlich betriebenes Altenheim umgewandelt.
Eine regelmäßige Dampfbootverbindung auf der Lahn nach Limburg bestand spätestens ab 1884. Ab 1907 wurden Motorboote eingesetzt. Im Juli 1949 wurde die regelmäßige Personen-Bootsverbindung nach Limburg eingestellt, nachdem am Anfang des Jahres eine Busverbindung in Betrieb gegangen war.
Im Jahr 1902 wurde eine Stahl-Straßenbrücke über die Lahn fertiggestellt, 1905 bekam der Ort fließend Wasser, 1909 einen Anschluss an das Stromnetz. 1933 wurden die ersten Abwasserkanäle angelegt, der Großteil der Gebäude aber erst von 1957 bis 1961 angeschlossen. Im Jahr 1921 wurde die katholische Gemeinde aus der Pfarrei Dietkirchen gelöst und im folgenden Jahr zur Pfarrvikarie erhoben. 1926 war die Kirche fertig errichtet. Die Katholiken von Dehrn pilgern seit vielen Jahrzehnten zur Wallfahrtskapelle Maria Hilf Beselich und geben dort ihren Glauben kund.
Am 26. März 1945 sprengte die fliehende Wehrmacht die Stahlbrücke über die Lahn. Im September 1948 war der Neubau, die heute noch vorhandene Betonkonstruktion, nach zwei Jahren Bauzeit fertig. In der zweiten Hälfte des 20. Jahrhunderts dehnte sich der Ort durch Neubaugebiete vor allem nach Norden und Osten aus. 1955 wurde der Sportplatz an der Lahn angelegt. Der Tonabbau im Dehrner Wald wurde 1963 eingestellt, der Lastschiffverkehr im Dehrner Hafen 1963. Sowohl das heutige Pfarrheim als auch die Grundschule wurden 1968 und 1969 erbaut; der Kindergarten folgte ein Jahr später. 1972 wurde ein Hallenbad erbaut, das heute nicht mehr in Betrieb ist.
Hessische Gebietsreform (1970–1977)
Zum 1. Juli 1974 wurde die bis dahin selbständige Gemeinde im Zuge der Gebietsreform in Hessen durch Landesgesetz als Stadtteil in die Stadt Runkel eingemeindet.
Für die nach Runkel eingegliederten Gemeinden sowie für die Kernstadt wurde je ein Ortsbezirk mit Ortsbeirat und Ortsvorsteher nach der Hessischen Gemeindeordnung gebildet.

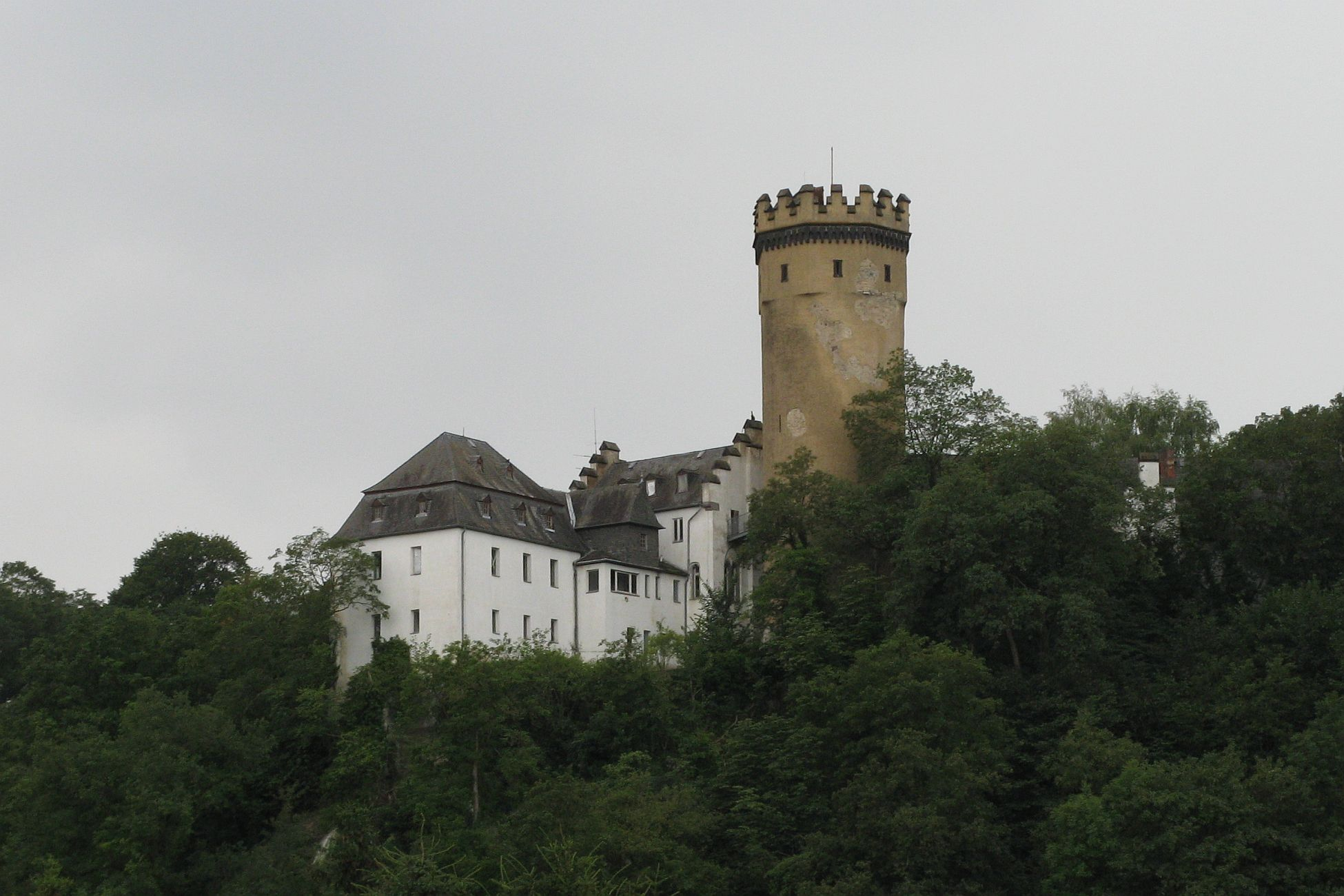
Burg Dehrn
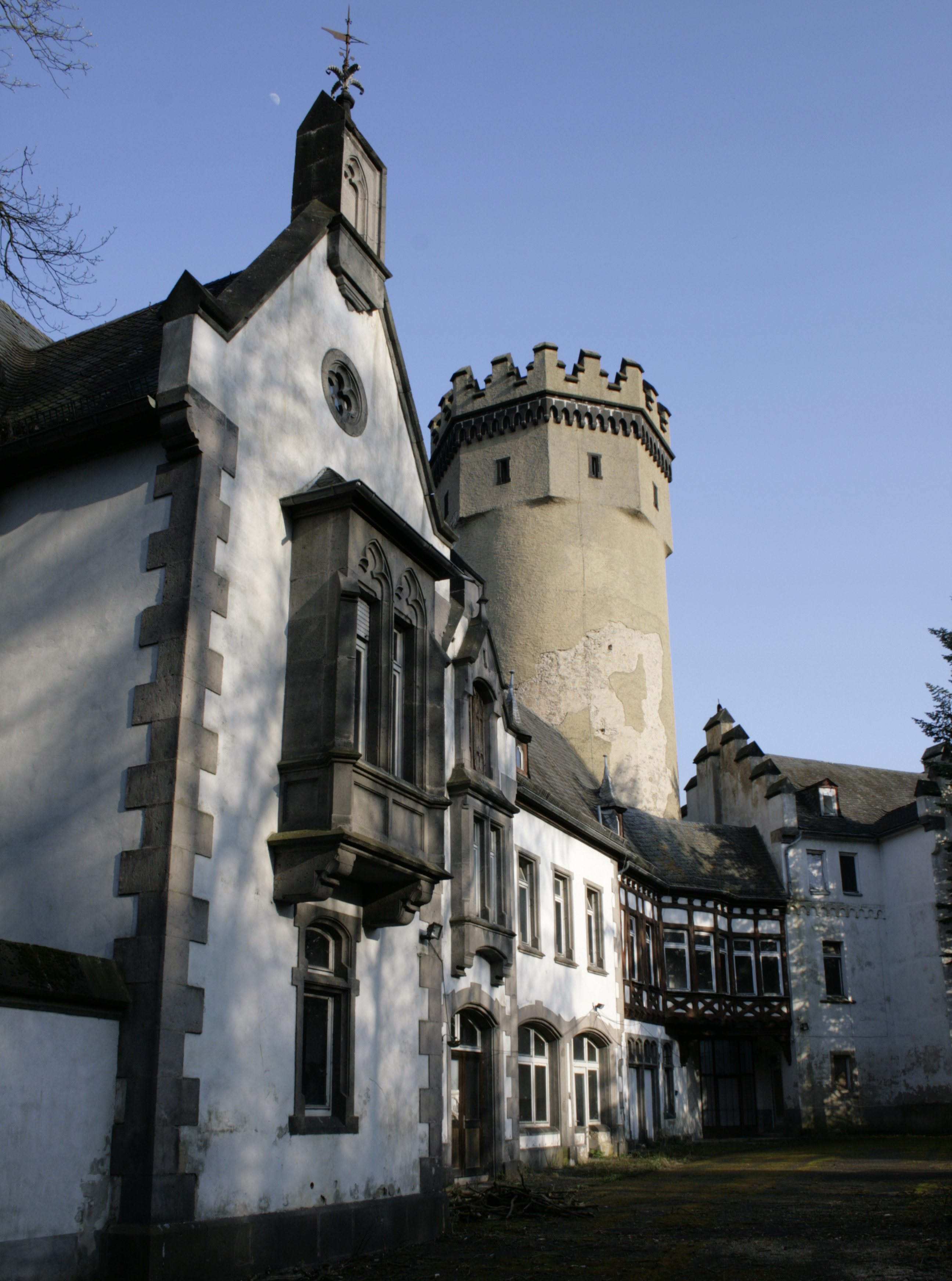
Blick in den Burghof
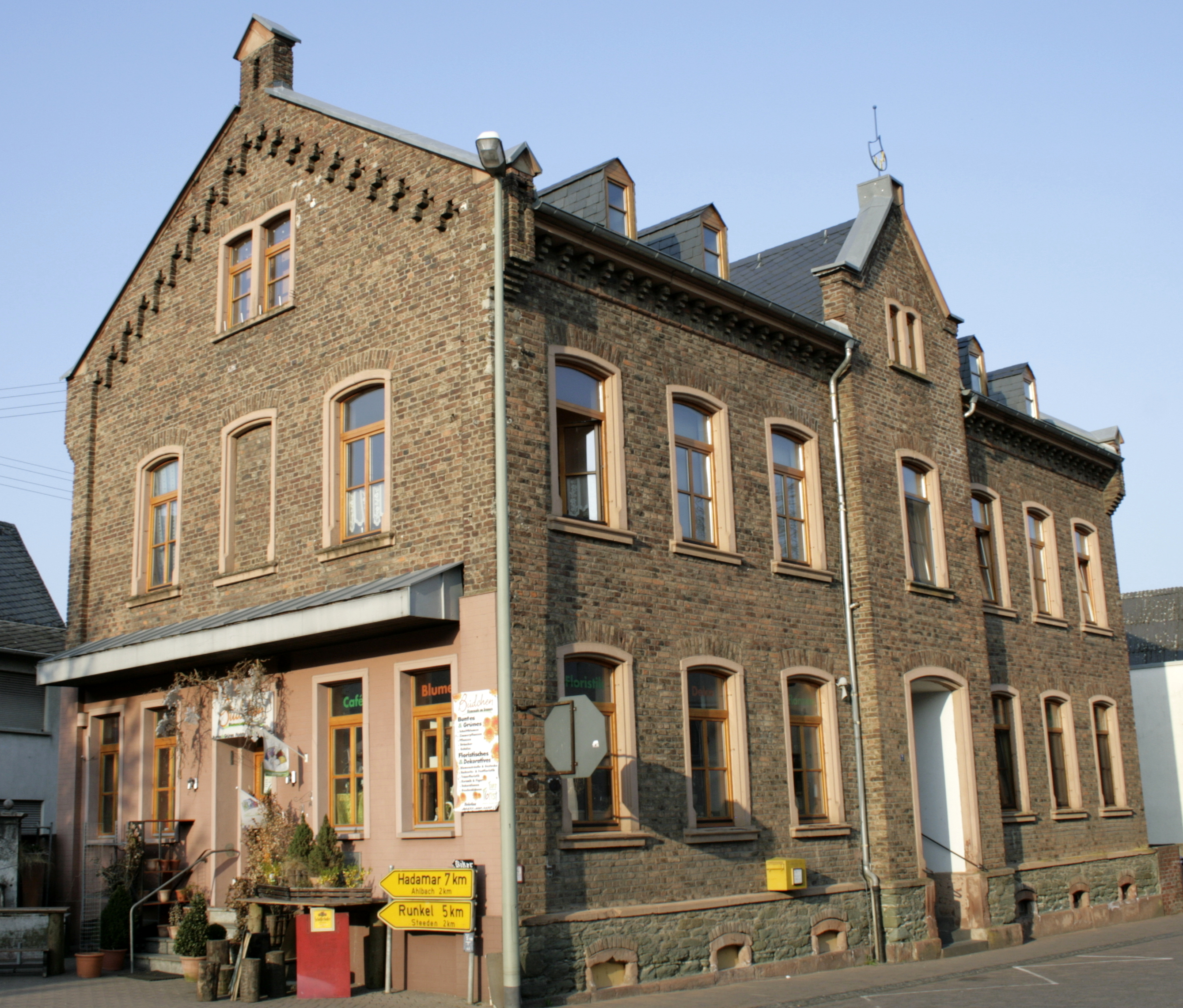
Ehemaliges Rathaus

### Verwaltungsgeschichte im Überblick
Die folgende Liste zeigt die Staaten bzw. Herrschaftsgebiete und deren untergeordnete Verwaltungseinheiten, in denen Dehrn lag:
- vor 1711:  Heiliges Römisches Reich, Fürstentum Nassau-Hadamar, Amt Hadamar
- 1717–1743: Heiliges Römisches Reich, Fürstentum Nassau-Dillenburg, Amt Hadamar
- 1743–1806: Heiliges Römisches Reich, Grafen von Nassau-Diez als Teil des Fürstentums Nassau-Oranien, Amt Hadamar
- 1806–1813: Großherzogtum Berg, Département Sieg, Arrondissement Dillenburg, Kanton Hadamar
- 1813–1815: Fürstentum Nassau-Oranien, Amt Mengerskirchen
- ab 1816: Herzogtum Nassau, Amt Hadamar
- ab 1849: Herzogtum Nassau, Kreisamt Limburg[Anm. 1]
- ab 1854: Herzogtum Nassau, Amt Hadamar
- ab 1867: Norddeutscher Bund[Anm. 2], Königreich Preußen, Provinz Hessen-Nassau, Regierungsbezirk Wiesbaden, Unterlahnkreis[Anm. 3]
- ab 1871: Deutsches Reich, Königreich Preußen, Provinz Hessen-Nassau, Regierungsbezirk Wiesbaden, Unterlahnkreis
- ab 1886: Deutsches Reich, Königreich Preußen, Provinz Hessen-Nassau, Regierungsbezirk Wiesbaden, Kreis Limburg
- ab 1918: Deutsches Reich, Freistaat Preußen, Provinz Hessen-Nassau, Regierungsbezirk Wiesbaden, Kreis Limburg
- ab 1944: Deutsches Reich, Freistaat Preußen, Provinz Nassau, Kreis Limburg
- ab 1945: Amerikanische Besatzungszone, Groß-Hessen, Regierungsbezirk Wiesbaden, Kreis Limburg
- ab 1946: Amerikanische Besatzungszone, Hessen, Regierungsbezirk Wiesbaden, Kreis Limburg
- ab 1949: Bundesrepublik Deutschland, Hessen, Regierungsbezirk Wiesbaden, Kreis Limburg
- ab 1968: Bundesrepublik Deutschland, Hessen, Regierungsbezirk Darmstadt, Kreis Limburg
- ab 1974: Bundesrepublik Deutschland, Hessen, Regierungsbezirk Darmstadt, Landkreis Limburg-Weilburg, Stadt Runkel[Anm. 4]
- ab 1981: Bundesrepublik Deutschland, Hessen, Regierungsbezirk Gießen, Landkreis Limburg-Weilburg, Stadt Runkel

## Bevölkerung

### Einwohnerstruktur 2011
Nach den Erhebungen des Zensus 2011 lebten am Stichtag dem 9. Mai 2011 in Dehrn 2208 Einwohner. Darunter waren 237 (10,7 %) Ausländer. Nach dem Lebensalter waren 426 Einwohner unter 18 Jahren, 975 zwischen 18 und 49, 423 zwischen 50 und 64 und 381 Einwohner waren älter. Die Einwohner lebten in 906 Haushalten. Davon waren 246 Singlehaushalte, 361 Paare ohne Kinder und 306 Paare mit Kindern, sowie 75 Alleinerziehende und 18 Wohngemeinschaften. In 195 Haushalten lebten ausschließlich Senioren und in 630 Haushaltungen lebten keine Senioren.

### Einwohnerentwicklung
In Dehrn leben knapp 2200 Menschen, der Ausländeranteil beträgt 10,7 Prozent. Die westlichen Stadtteile von Runkel, zu denen auch Dehrn zählt, haben zwischen 1991 und 1999 eine Bevölkerungszunahme um 8,2 % verzeichnet. Allerdings stagniert in Dehrn die Entwicklung, da kaum freies Bauland zur Verfügung steht. Die Stadt Runkel weist eine negative Pendelbilanz auf, 877 Einpendlern stehen 2623 Auspendler gegenüber.
| Dehrn: Einwohnerzahlen von 1834 bis 2020 | Dehrn: Einwohnerzahlen von 1834 bis 2020 | Dehrn: Einwohnerzahlen von 1834 bis 2020 | Dehrn: Einwohnerzahlen von 1834 bis 2020 | Dehrn: Einwohnerzahlen von 1834 bis 2020 |
| --- | ---------------------------------------- | ---------------------------------------- | ---------------------------------------- | ---------------------------------------- |
| Jahr |                                          |                                          |                                          | Einwohner                                |
| 1834 | 1834                                     |                                          | 721                                      | 721                                      |
| 1840 | 1840                                     |                                          | 751                                      | 751                                      |
| 1846 | 1846                                     |                                          | 807                                      | 807                                      |
| 1852 | 1852                                     |                                          | 916                                      | 916                                      |
| 1858 | 1858                                     |                                          | 965                                      | 965                                      |
| 1864 | 1864                                     |                                          | 1.049                                    | 1.049                                    |
| 1871 | 1871                                     |                                          | 1.080                                    | 1.080                                    |
| 1875 | 1875                                     |                                          | 972                                      | 972                                      |
| 1885 | 1885                                     |                                          | 1.121                                    | 1.121                                    |
| 1895 | 1895                                     |                                          | 1.057                                    | 1.057                                    |
| 1905 | 1905                                     |                                          | 1.058                                    | 1.058                                    |
| 1910 | 1910                                     |                                          | 1.061                                    | 1.061                                    |
| 1925 | 1925                                     |                                          | 1.227                                    | 1.227                                    |
| 1939 | 1939                                     |                                          | 1.236                                    | 1.236                                    |
| 1946 | 1946                                     |                                          | 1.632                                    | 1.632                                    |
| 1950 | 1950                                     |                                          | 1.944                                    | 1.944                                    |
| 1956 | 1956                                     |                                          | 1.876                                    | 1.876                                    |
| 1961 | 1961                                     |                                          | 1.871                                    | 1.871                                    |
| 1967 | 1967                                     |                                          | 1.874                                    | 1.874                                    |
| 1980 | 1980                                     |                                          | ?                                        | ?                                        |
| 1990 | 1990                                     |                                          | ?                                        | ?                                        |
| 2000 | 2000                                     |                                          | ?                                        | ?                                        |
| 2011 | 2011                                     |                                          | 2.208                                    | 2.208                                    |
| 2015 | 2015                                     |                                          | 2.166                                    | 2.166                                    |
| 2020 | 2020                                     |                                          | 2.179                                    | 2.179                                    |
| Datenquelle: Historisches Gemeindeverzeichnis für Hessen: Die Bevölkerung der Gemeinden 1834 bis 1967. Wiesbaden: Hessisches Statistisches Landesamt, 1968. Weitere Quellen: LAGIS; Stadt Runkel; Zensus 2011 |                                          |                                          |                                          |                                          |

## Politik
Nach den Kommunalwahlen in Hessen 2021 ist Bernd Schäfer (CDU) Ortsvorsteher.

## Wappen
| Wappen von Dehrn | Blasonierung: „In Blau drei silberne Garben (2:1).“                                       |
| Wappen von Dehrn | Das Wappen wurde am 21. November 1967 durch den Hessischen Minister des Innern genehmigt. |

## Kultur und Sehenswürdigkeiten

### Regelmäßige Veranstaltungen
Das höchste Fest in Dehrn ist die „Dehrner Kirmes“ (Kirchweihfest), die jährlich am zweiten Wochenende im Juli stattfindet und von Freitag bis Montag andauert. Aber auch diverse Straßenfeste und größere Veranstaltungen lokaler Vereine, wie das Erdbeerfest, der Lahn-Grilltag, die Maibocktage und die Fastnacht erfreuen sich großer Beliebtheit.

### Lokale Spezialitäten
Der „Dehrner Broxel“ ist ein nachweihnachtliches Gericht, bei dem der vom Fest übrig gebliebene Lebkuchen zerkleinert und mit reichlich Korn sowie Kandiszucker und Selterswasser vermischt wird, bis man eine löffelbare Suppe erhält.

### Spitzname
Die Dehrner Bürger werden im Volksmund als „Dehrner Raben“ bezeichnet.

### Vereine
Dehrn verfügt über den Männergesangverein „Sängerbund“ mit verschiedenen Chören, den Sportverein TuS 05, die Freiwillige Feuerwehr Dehrn (gegründet 1898, seit 1. Januar 1969 mit Jugendfeuerwehr und seit 2008 mit ihrem Blasorchester), einen Tennisclub, eine VdK-Ortsgruppe, einen Obst- und Gartenbauverein und eine katholische Frauengemeinschaft.

### Bauwerke
Sehenswürdigkeiten des Dorfes sind die Burg Dehrn und das dazugehörige aber ältere ehemalige Hofmannenhaus, die „Pfalz“. Während der Hauptbau auf das 12. Jahrhundert zurückgeht, wurde der größte Teil des Gebäudes um das Jahr 1480 errichtet. Von 1998 bis 2000 wurde die „Pfalz“ umfassend restauriert. Das Anwesen kann durch einen Torbogen betreten werden. Die Wände des Kellergeschosses sind auffallend massiv gebaut. Sie weisen eine Dicke von etwa drei Metern auf. Es könnte sich um einen früheren Kontrollposten für den Lahnübergang gehandelt haben. Bis vor einigen Jahrzehnten befand sich auf dem Gelände auch eine Zehntscheune.
Die Sankt-Nikolaus-Kapelle als ehemalige Schlosskapelle und Filialkirche des Dietkirchener Lubentiusstifts war bis 1926 die Pfarrkirche des Orts. Sie wurde im 13. Jahrhundert erbaut und im Jahr 1327 erstmals urkundlich erwähnt. Kurz vor 1652 wurde das Gebäude grundlegend erneuert, der bauzeitliche Chor abgebrochen und durch den heutigen, größeren Chor ersetzt. Das romanische Kirchenschiff wurde bis auf die Vergrößerung der Fenster kaum verändert. Am 7. August 1652 wurde die renovierte Kapelle durch den Trierer Weihbischof Otto von Senheim neu geweiht. Vermutlich im 18. Jahrhundert erfolgte der Einbau eines Hochaltars, der im 19. Jahrhundert wieder entfernt wurde. Nachdem die neue Kirche St. Nikolaus errichtet war, wurde die Kapelle von 1930 bis 1970 als Kindergarten genutzt. 1974 wurde die Kapelle erneut eingesegnet. Seit der Renovierung von 2000 bis 2002, in deren Rahmen eine Orgel eingebaut wurde, finden dort wieder häufiger Gottesdienste statt.
Von 1923 bis 1926 wurde die Kirche St. Nikolaus im neobarocken Baustil errichtet. Die dreibögige Lahnbrücke stellt einen Übergang vom Westerwald zum Taunus dar, dessen natürliche Begrenzung die Lahn ist.

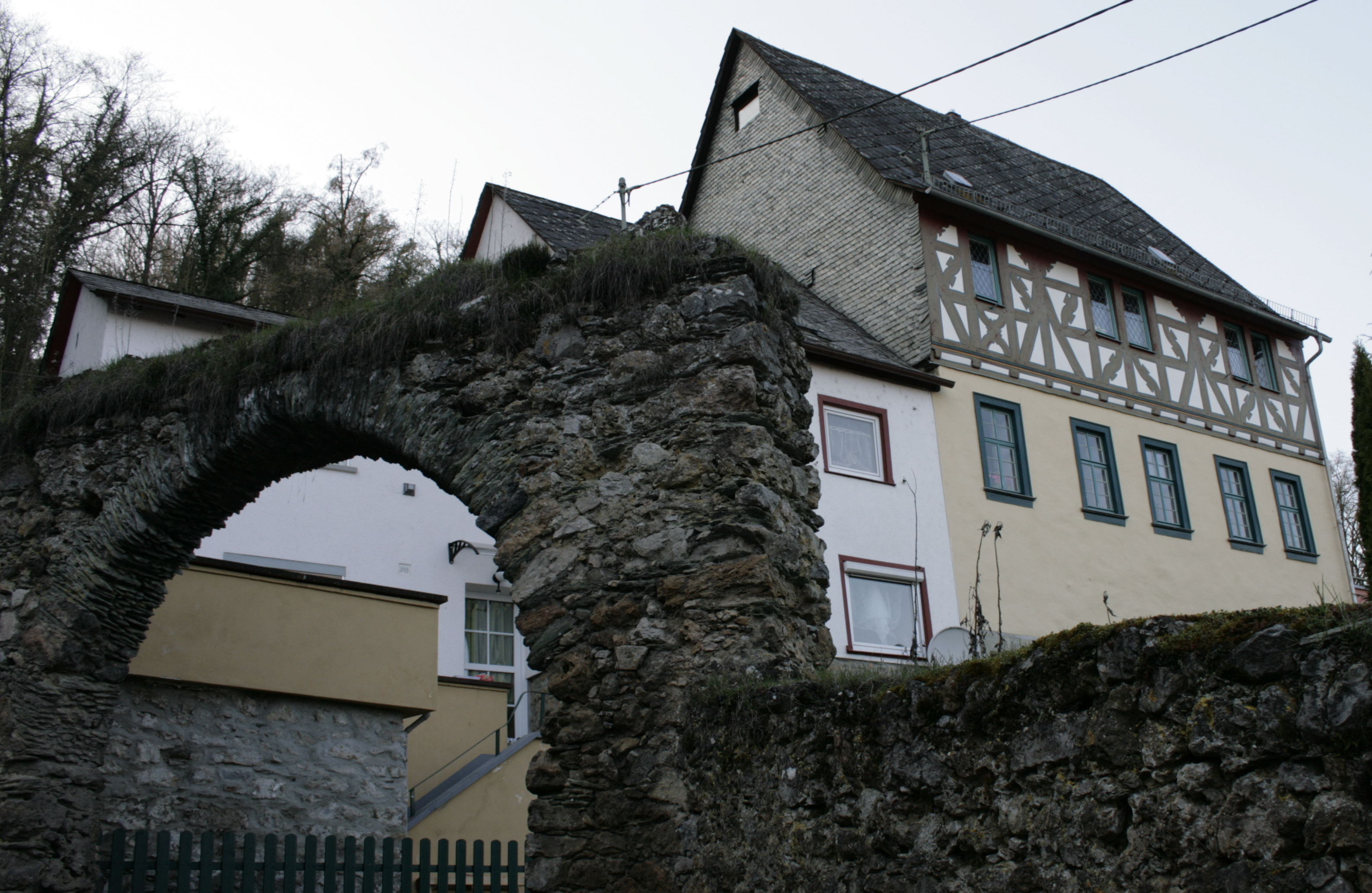
Burgmannenhaus „Pfalz“
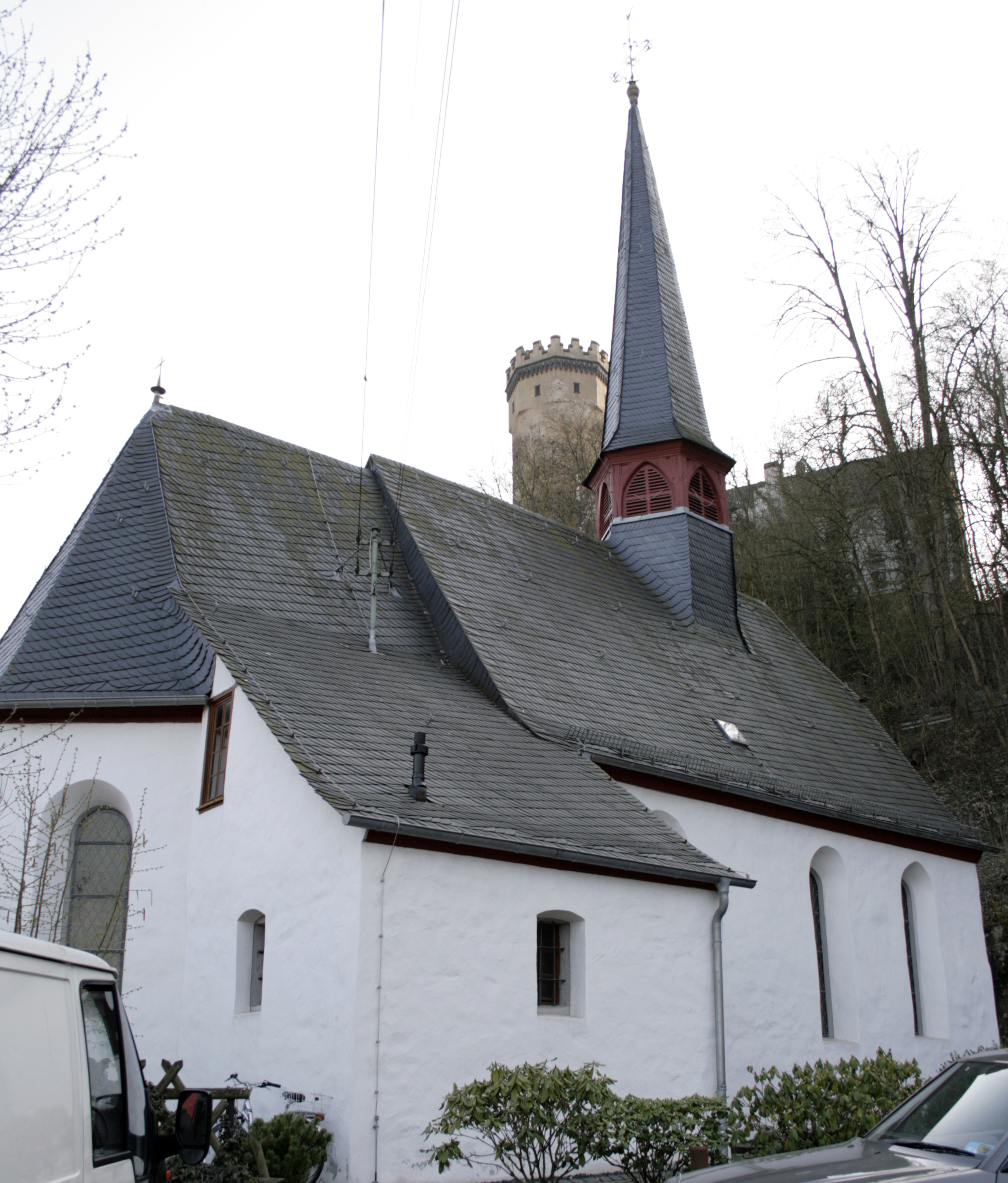
Nikolauskapelle
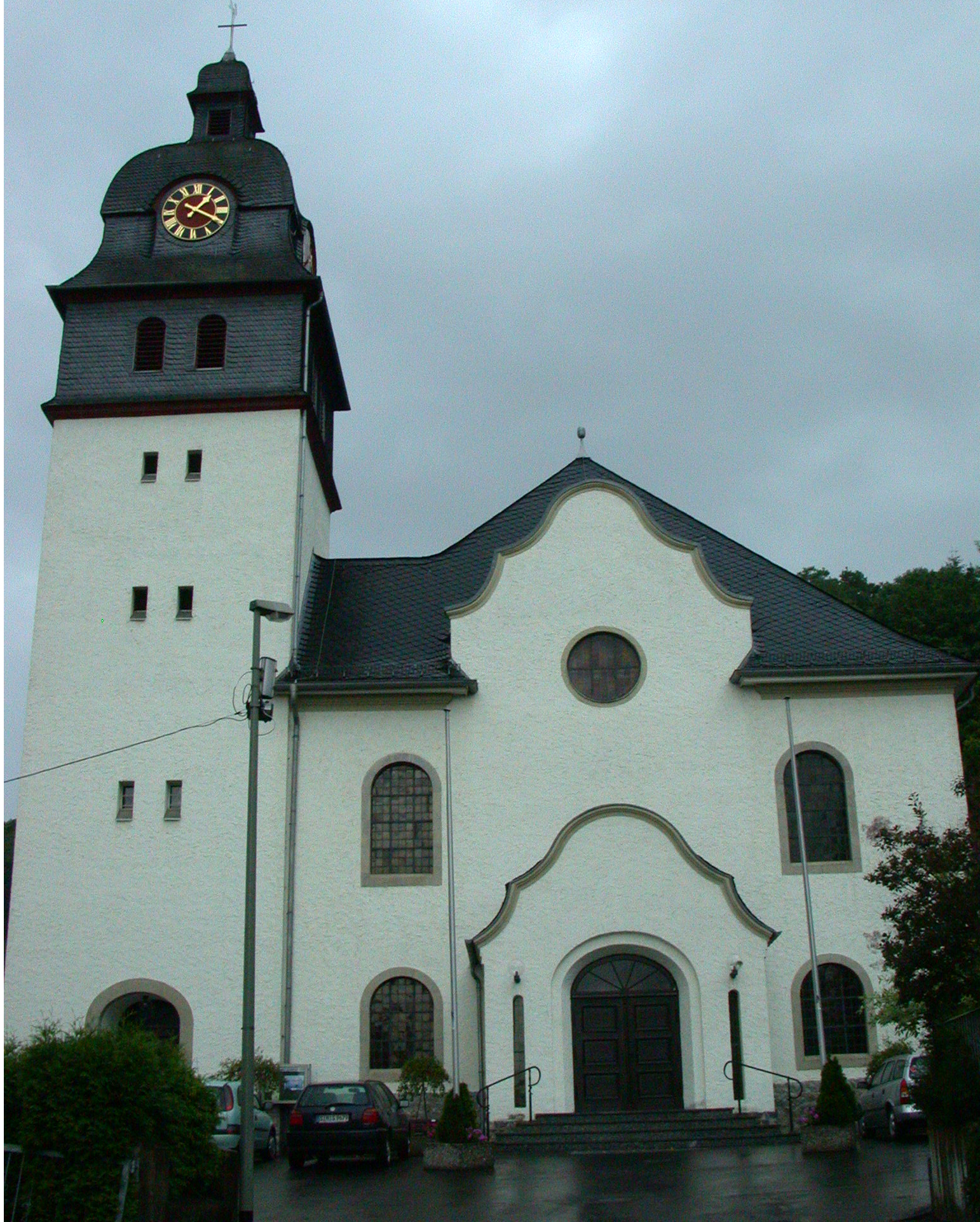
Die Dehrner Kirche St. Nikolaus

### Naturdenkmäler
In der Nähe der Burg Dehrn stehen zwei Eichen. Eine Stieleiche mit einem Brusthöhenumfang von 7,65 m (2014) und eine Pyramideneiche mit einem Brusthöhenumfang von 6,29 m (2014).

## Wirtschaft und Infrastruktur

### Wirtschaftliche Entwicklung
Die Baustruktur lässt eine Zweiteilung erkennen: dem alten Ortskern stehen neue, nach 1945 ausgewiesene Baugebiete gegenüber, wobei 45 Prozent aller Wohngebäude vor 1918 errichtet wurden. Im Osten Dehrns entlang der Straße nach Steeden hat sich ein großflächiges Gewerbegebiet entwickelt, das in das Gelände des Steedener Kalkwerks übergeht. 2005 wurde die stillgelegte Ziegelei abgerissen und die gesamte Bebauung abgetragen. Das Gelände soll einer neuen Nutzung zugeführt werden. Mittlerweile wurden mehrere Wohnhäuser und ein Lidl-Markt auf dem Gelände errichtet.

### Verkehr
Durch die Anschlussstelle zur B49/B54 ist Dehrn an das Straßennetz gut angeschlossen. Entlang der Lahn verläuft der Fernradweg R7. 

### Öffentliche Einrichtungen
In Dehrn gibt es einen Kindergarten, eine Grundschule, ein Dorfgemeinschaftshaus, ein Feuerwehr- und Vereinshaus, eine Außenstelle der Stadtverwaltung Runkel, eine Kirche, zwei Kapellen, einen Friedhof sowie eine Apotheke, einen praktischen Arzt und zwei Zahnärzte. An sportlichen Einrichtungen sind Fußballplatz, Tennisplätze und zwei Kinderspielplätze zu nennen.
Die Freiwillige Feuerwehr Dehrn, gegr. 1898 (seit 1. Januar 1969 mit Jugendfeuerwehr), sorgt für den abwehrenden Brandschutz und die allgemeine Hilfe.

## Persönlichkeiten
Bekanntester gebürtiger Dehrner ist wohl Bernd Hölzenbein (1946–2024), ein Fußballspieler, der beim ortsansässigen TuS 05 Dehrn das Fußballspielen erlernte, im Jahre 1974 mit der Mannschaft der damaligen Bundesrepublik Deutschland die Fußball-Weltmeisterschaft im eigenen Land gewinnen konnte und 13 Jahre für Eintracht Frankfurt in der Bundesliga spielte. Bis heute ist „Holz“ mit 160 Toren Bundesliga-Rekordtorschütze der Eintracht, deren Vizepräsident, sportlicher Berater und Chefscout er zeitweise war.